# Chapelle Notre-Dame-Auxiliatrice de Moresnet
La chapelle Notre-Dame-Auxiliatrice est un édifice religieux catholique sis à Moresnet-Chapelle dans la province de Liège, en Belgique. Depuis environ 1750 des pèlerins visitent une ‘Notre-Dame-au-Petit-Chêne’ pour lesquels une chapelle est construite en 1823. Elle est reconstruite en 1879 par les Franciscains allemands pour abriter la statue et recevoir le nombre croissant de pèlerins, en majorité germanophones. La chapelle est précédée, depuis le début du XXe siècle, d’un monumental chemin de croix de plein air.

## Histoire

### Origine et développement
Né le 10 septembre 1741, septième et dernier enfant d’une famille aux revenus modestes, Arnold Franck est connu au village pour sa piété. Terrorisé par un tremblement de terre, vers 1747, il se cache et n’est retrouvé par ses parents que plusieurs heures par après. Depuis ces moments de terreur il est régulièrement pris de crises d’épilepsie.
Comme aucun traitement ne s’avère efficace il demande à une villageoise de lui rapporter d’Aix-la-Chapelle une statue de la 'Vierge à l’Enfant-Jésus'. Chaque jour Arnold prie devant sa statue, et pour être moins dérangé il la place dans le creux du tronc d’un chêne de la forêt proche. Il s’y rend quotidiennement. Les crise d’épilepsie diminuent et disparaissent.

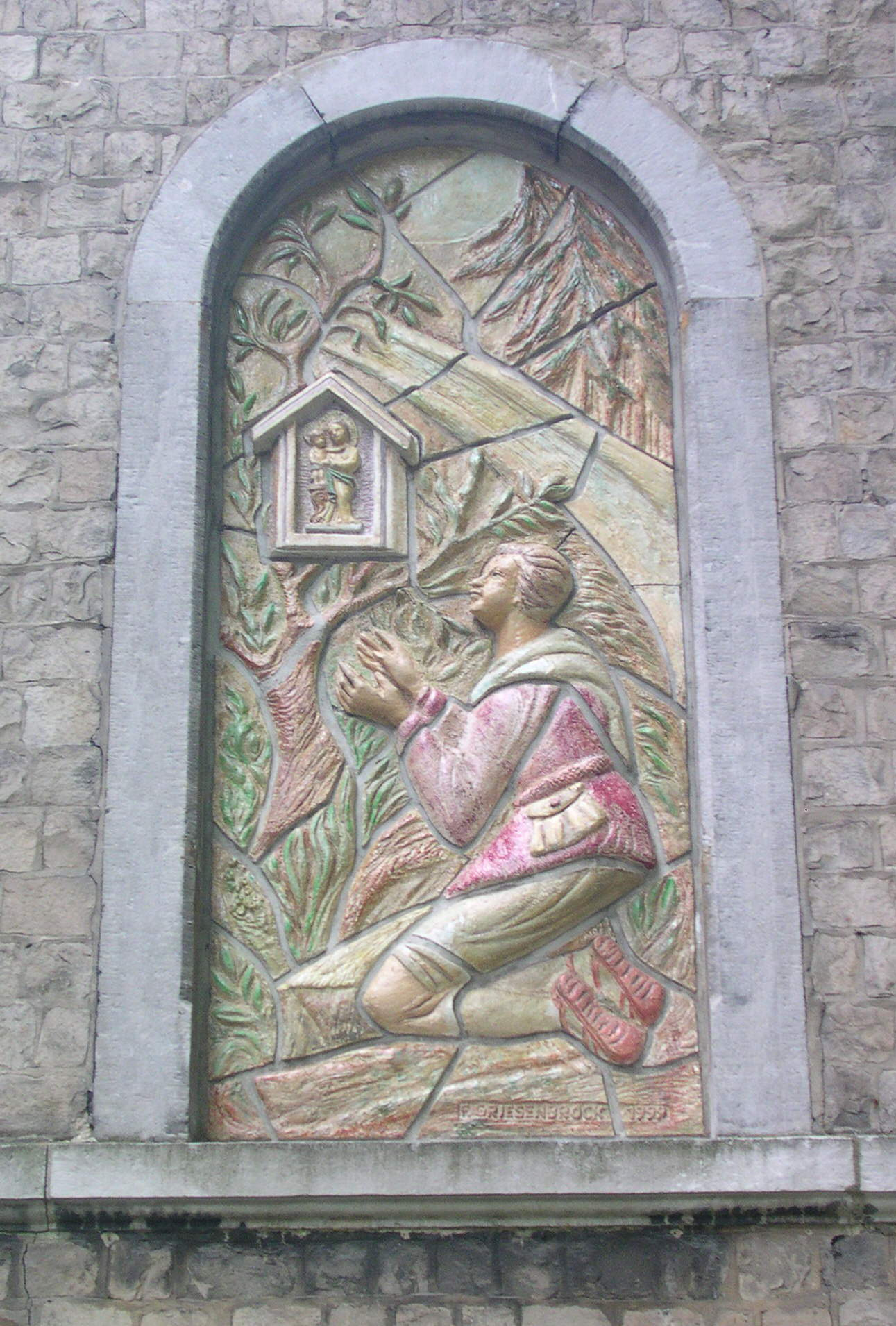
Arnold Franck devant Notre-Dame-au-Petit-Chêne (relief de F.Griesenbrock, 1999)

Constatant l’amélioration évidente de l’état de santé d’Arnold Franck les paysans commencent à l’accompagner pour prier auprès de ‘Notre-Dame-au-Petit-Chêne’. D’autres faits considérés comme ‘miraculeux’ se produisent, particulièrement en 1771, lorsqu’une grave épizootie décime le bétail et menace de ruiner cette région herbagère. Elle fut conjurée par les prières de fermiers conduits par Arnold Franck auprès de Notre-Dame-au-Petit-Chêne. Ce ‘prodige’ attire de plus en plus de pèlerins auprès de Notre-Dame.
La période d’occupation révolutionnaire française dans la région ralentit quelque temps le mouvement populaire mais les pèlerinages reprennent après que, en 1797, l’enrayement d’une nouvelle épizootie fut portée au crédit de l’intercession mariale.
En 1823 une chapelle est finalement construite pour abriter la statue de Notre-Dame-au-Petit-Chêne... lorsque la région échappe à une troisième épizootie !  Les premières grandes processions mariales commencent en 1829 et, deux ans plus tard, les autorités ecclésiastiques du diocèse de Liège - fort réservées jusque-là - approuvent le culte à Notre-Dame-au-Petit-Chêne et consacrent la chapelle.

### Arrivée des Franciscains
Victimes du Kulturkampf et des lois anticatholiques de leur pays, la Prusse, les Franciscains d’Aix-la-Chapelle se réfugient en Belgique (1875). Mgr de Montpellier, évêque de Liège, les invite à s’installer à Moresnet-Chapelle, au service pastoral des pèlerins, d’autant plus que la majorité d’entre eux sont de langue allemande. Dès 1879, pour répondre à l’accroissement du nombre de pèlerins ils construisent une nouvelle chapelle. C’est celle que l’on peut voir aujourd’hui.
La chapelle est grande et large: elle a les dimensions d’une petite église. Au milieu de la nef une inscription au sol indique l’endroit où se trouvait le chêne (disparu) qui protégeait la statue de ‘Notre-Dame-au-Petit-Chêne’.
Au début du XXe siècle le frère franciscain allemand Quintilian Borren parachève un chemin de croix (élaboré de 1898 à 1904) dont les 14 stations monumentales s’alignent le long d’un chemin serpentant dans le bocage, devenu petit jardin botanique, qui devance le bâtiment de la chapelle.
En 1991 une large chapelle latérale  est construite, ouvrant le côté droit du bâtiment principal. C’est là que se trouve désormais la Vierge-à-l’Enfant d’Arnold Franck et que peuvent s’exprimer les dévotions particulières. En 2007 l’intérieur de la chapelle Notre-Dame-Auxiliatrice est entièrement rénové. 

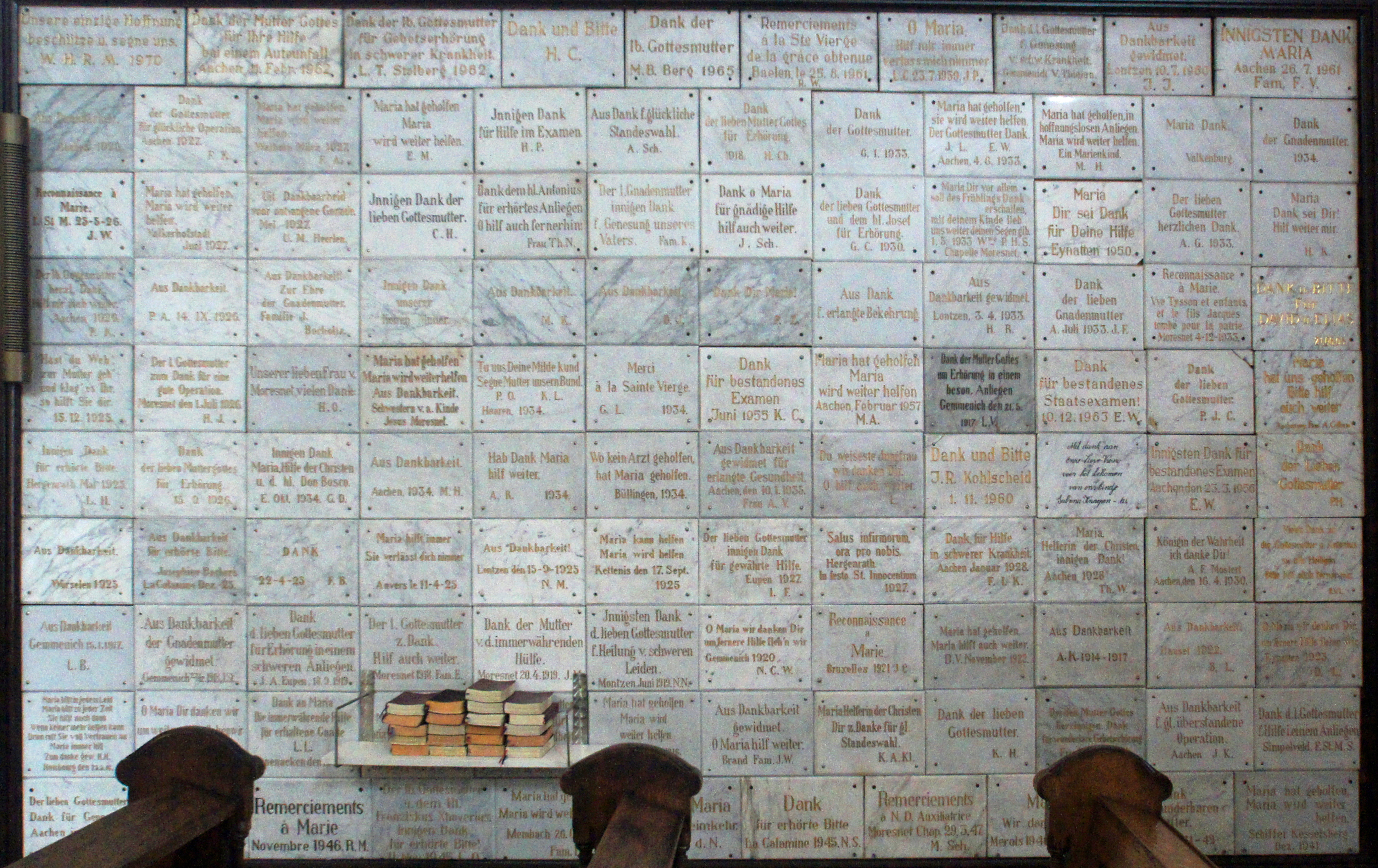
Ex-votos de reconnaissance à Notre-Dame-Auxiliatrice, dans la chapelle

## Aujourd’hui
Si le nombre des pèlerins a fortement diminué la chapelle n’en reste pas moins un centre important de pèlerinage marial pour les catholiques de langue allemande, particulièrement des cantons germanophones de Belgique et de la région d’Aix-la-Chapelle. Deux processions annuelles attirent les fidèles: celle du 1er mai, inaugurant la saison mariale, et la seconde, le 15 août - fête de l'Assomption -  traditionnellement fête mariale la plus importante du calendrier catholique. Ce jour-là l’Eucharistie est célébrée en plein air, devant la 12e station du chemin de croix. La saison mariale se termine le 3e dimanche d’octobre, mois du rosaire.
Hors la saison mariale des messes y sont quotidiennement célébrées, toutes en langue allemande, sauf le lundi. Des activités sont organisées (au ‘foyer Arnold Franck’ ou au ‘Home Regina’) en faveur de jeunes ou de groupes particuliers, paroissiaux ou autres.
L'adresse en est: Place Arnold Franck 1, B-4850 Moresnet.